# Autòdrom de Montlhéry
L'Autòdrom de Montlhéry (en francès, Autodrome de Montlhéry i, oficialment, Autodrome de Linas-Montlhéry) és un autòdrom situat al sud-oest de la petita ciutat de Linas, al cantó de Montlhéry (Essonne), a uns 30 km al sud de París. Inaugurat el 4 d'octubre de 1924, des del 1946 és propietat de la Union technique de l'automobile, du motocycle et du cycle (UTAC).

## Història

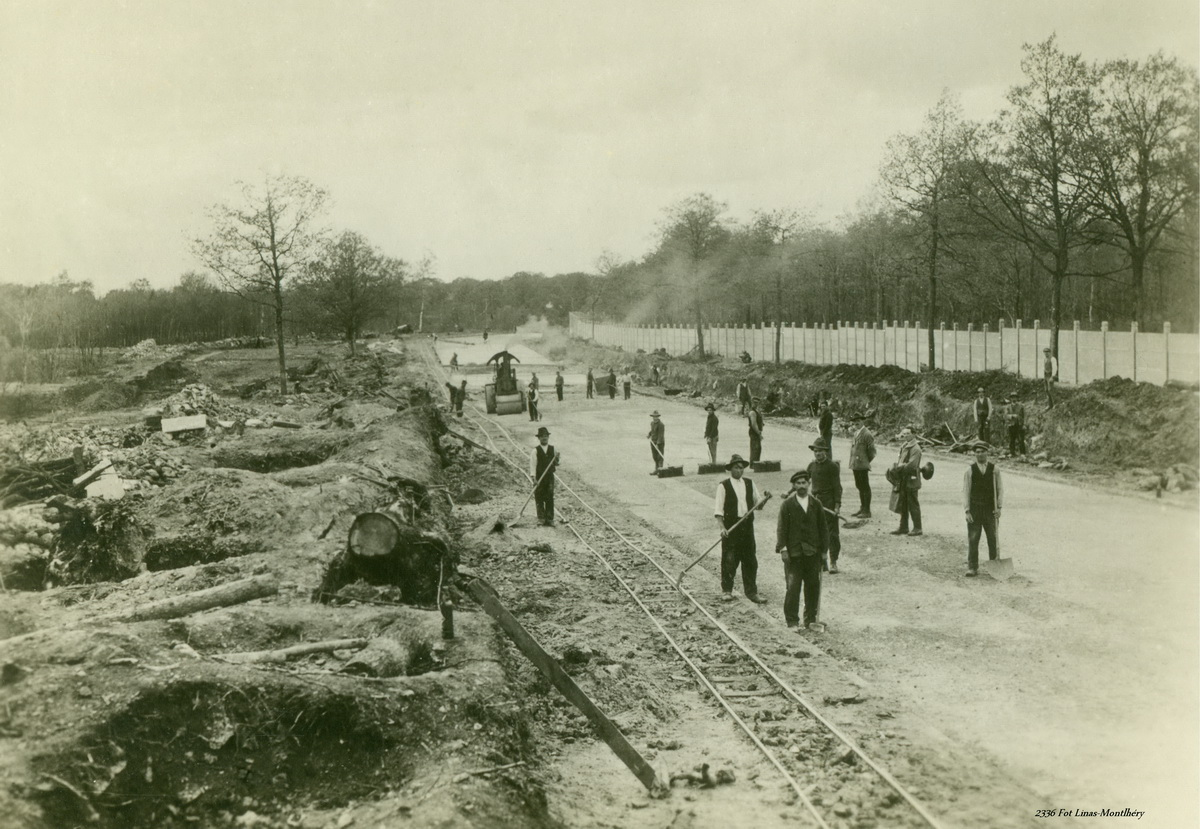
Treballs de construcció de la pista el 1924

Alexandre Lamblin (1884-1933), industrial, inventor i propietari del diari esportiu L'Aéro-Sports, va contractar l'arquitecte Raymond Jamin perquè dissenyés la pista, una de tipus oval de 2,548 km apte per a vehicles de fins a 1.000 kg a una velocitat de 220 km/h. Inicialment, el circuit es va dir Autodrome Parisien i tenia uns revolts peraltats especialment alts. El 1925 es va afegir un circuit de carretera a la pista oval.
El 26 de juliol de 1925 es va celebrar la primera cursa al circuit, el Gran Premi de França, organitzat per l'Automobile Club de France. El guanyador en fou Robert Benoist amb un Delage, mentre que Antonio Ascari es va morir en xocar amb el seu Alfa Romeo P2. El Gran Premi es va tornar a celebrar a Montlhéry el 1927 i, a partir de 1931, anualment fins al 1937. També s'hi van celebrar la "Coupe du Salon", el "Grand Prix de l'Age d'Or" i els 1000 km de Linas-Montlhéry des d'aleshores, tot i que de manera irregular en causar diversos problemes la pista a causa de l'alta velocitat que s'hi assolia.
El 1939, el circuit es va vendre al govern, que el va privar del manteniment durant la Segona Guerra Mundial. El desembre de 1946 es va tornar a vendre a la Union technique de l'automobile et du cycle (UTAC).

### Automobilisme femení
El juliol de 1926, Violette Cordery va liderar un equip que va fer una mitjana de 113,8 km/h durant 8.047 km (5.000 milles) conduint un Invicta, esdevenint així la primera dona a rebre el Trofeu Dewar del Royal Automobile Club. El 1929, Hellé Nice va guanyar amb un Oméga-Six l'únic Gran Premi femení de la tercera Journée Femenine a l'autòdrom.

### Motociclisme
El Gran Premi de França de motociclisme, organitzat per la Union Motocycliste de France (UMF), es va celebrar a Montlhéry els anys 1925, 1931, 1935 i 1937. També s'hi va organitzar un Gran Premi de França per a aficionats (MCF Club) de 1924 a 1937, en què hi competiren els millors especialistes francesos i britànics.

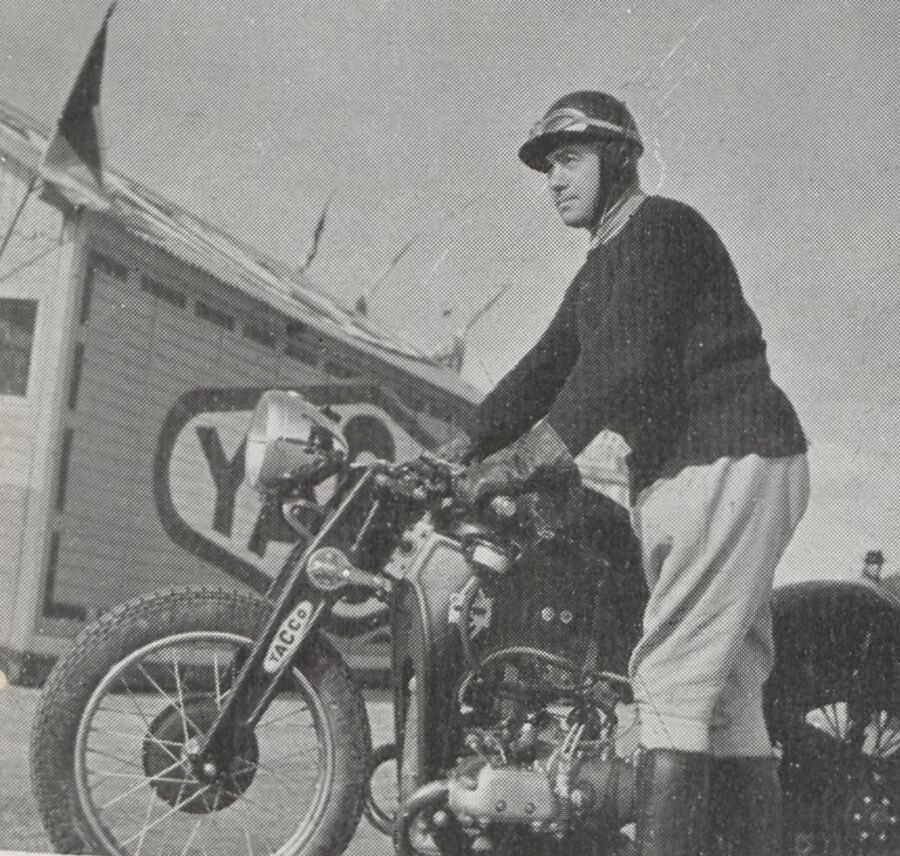
André Charles Stalin amb una Gnome et Rhône a Montlhéry el 1937

Algunes curses estaven obertes a motocicletes de producció, com ara la Coupe du Salon (al matí per a motos, a la tarda per a automòbils) o les Coupes Eugène Mauve.
A Montlhéry s'hi van batre nombrosos rècords mundials en diverses ocasions. El 2 d'octubre de 1960, Bultaco n'hi va batre cinc d'un sol intent amb un equip format per cinc pilots (Georges Monneret, Marcel Cama, John Grace, Paco González i Ricardo Quintanilla) que s'alternaren als comandaments d'un prototip de 175 cc, una moto que ha passat a la història amb el nom de Bultaco Cazarécords.
El Bol d'Or, la coneguda cursa de resistència de 24 hores, es va celebrar a Montlhéry abans de la Segona Guerra Mundial de 1937 a 1939 i després de la guerra els anys 1949-1950, 1952-1960 i 1969-1970. Entre el 1931 i el 1959, normalment guanyaven la cursa les motocicletes britàniques (Velocette, Norton o Triumph); l'americana Harley-Davidson, la francesa Motobécane, l'alemanya BMW, la italiana Moto Guzzi, l'austríaca Puch i la txecoslovaca Jawa només van guanyar una vegada cadascuna. El llegendari pilot francès Gustave Lefèvre, amb una Norton Manx, n'aconseguí el rècord de victòries amb un total de set, tot i haver de pilotar la moto en solitari durant les 24 hores. El 1953 va marcar una velocitat mitjana de 107 km/h. A partir de 1954 es va permetre per primer cop la participació a la cursa d'equips formats per dos pilots. El 1969 va guanyar per primer cop una moto japonesa, concretament una Honda Four. El 1970 va ser l'any de la darrera victòria d'una moto britànica, concretament una Triumph Trident.

### Altres modalitats
El 1933, el circuit va acollir els Campionats del món de ciclisme en ruta. El 2010, al circuit oval s'hi va filmar el vídeo Gymkhana Three de Ken Block, un anunci de la seva empresa, DC Shoes.

## Accidents mortals

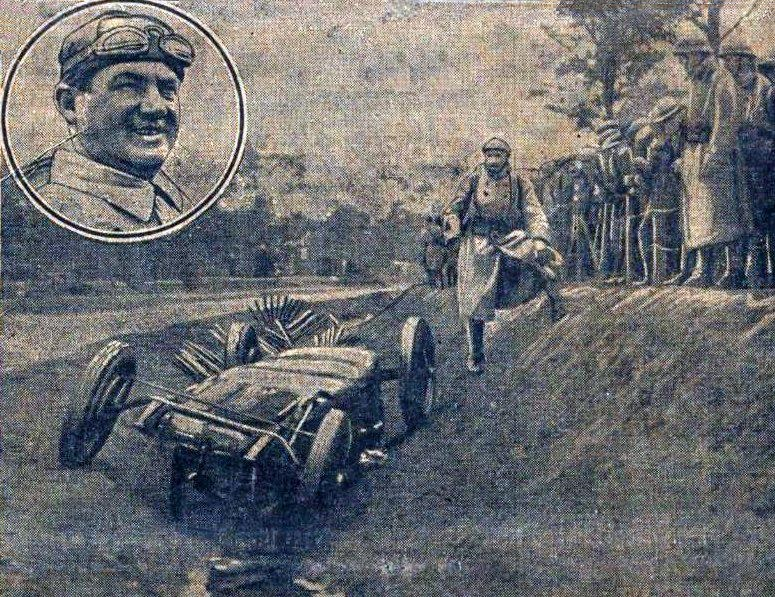
L'accident mortal d'Antonio Ascari al GP de França de 1925

Entre els accidents mortals esdevinguts a l'autòdrom destaquen els d'Antonio Ascari (1925), Benoît Musy (1956) i el de 1964 en què es van morir Peter Lindner, Franco Patria i tres comissaris de cursa.

## Configuracions del traçat

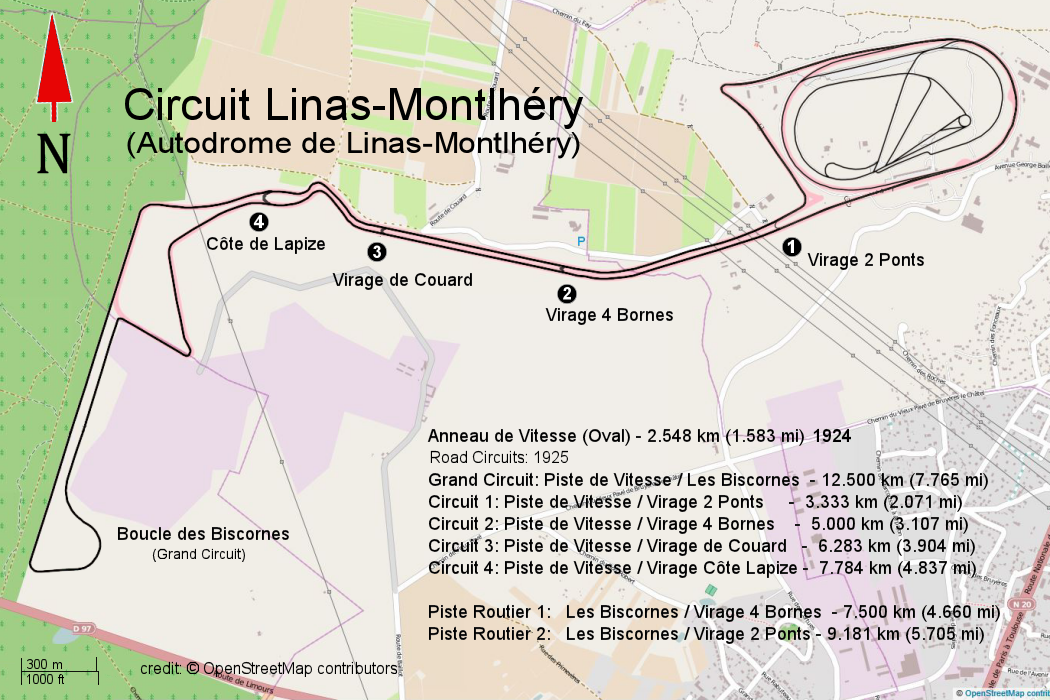
Plànol complet de l'Autodrome de Linas-Montlhéry - 12,500 km
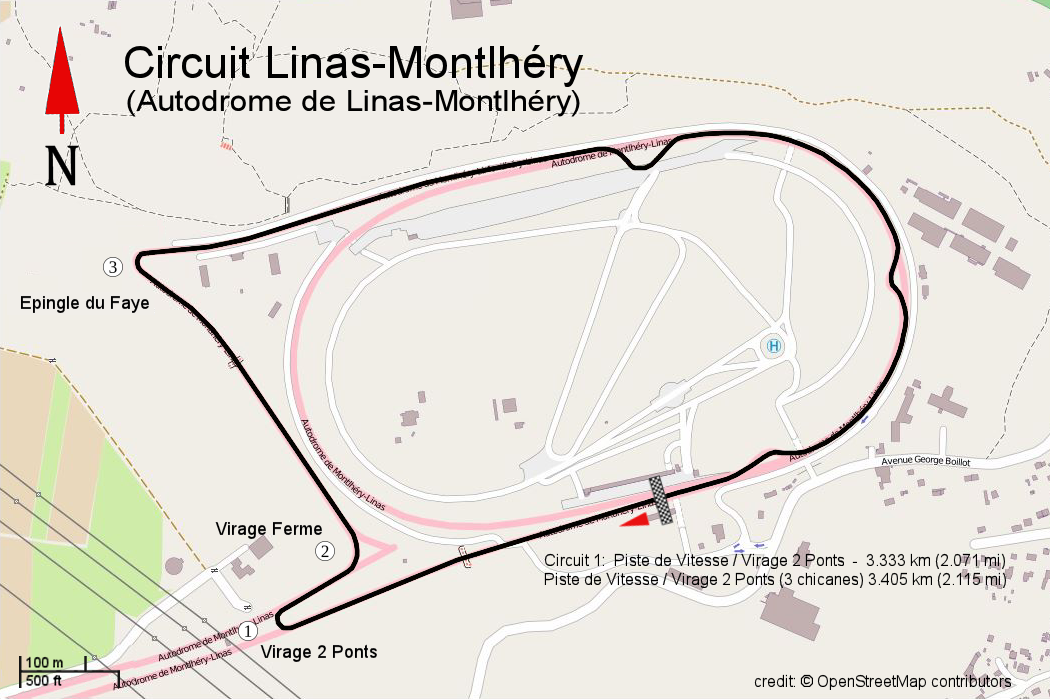
Circuit 1 - 3,333 km
Circuit 1 - Detall de l'oval
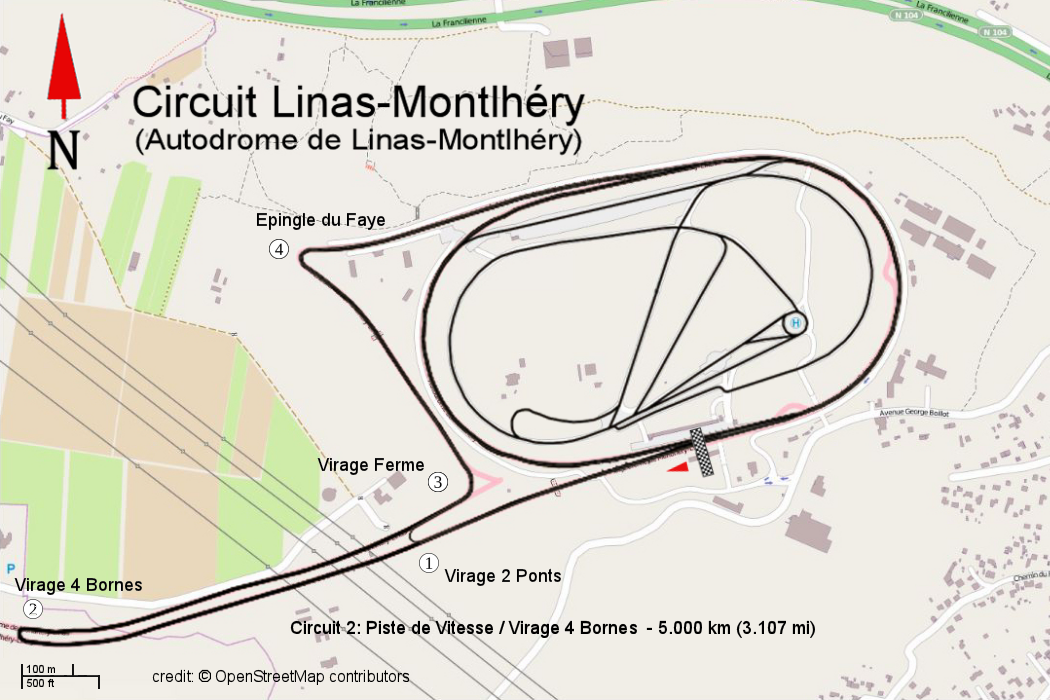
Circuit 2 - 5,000 km
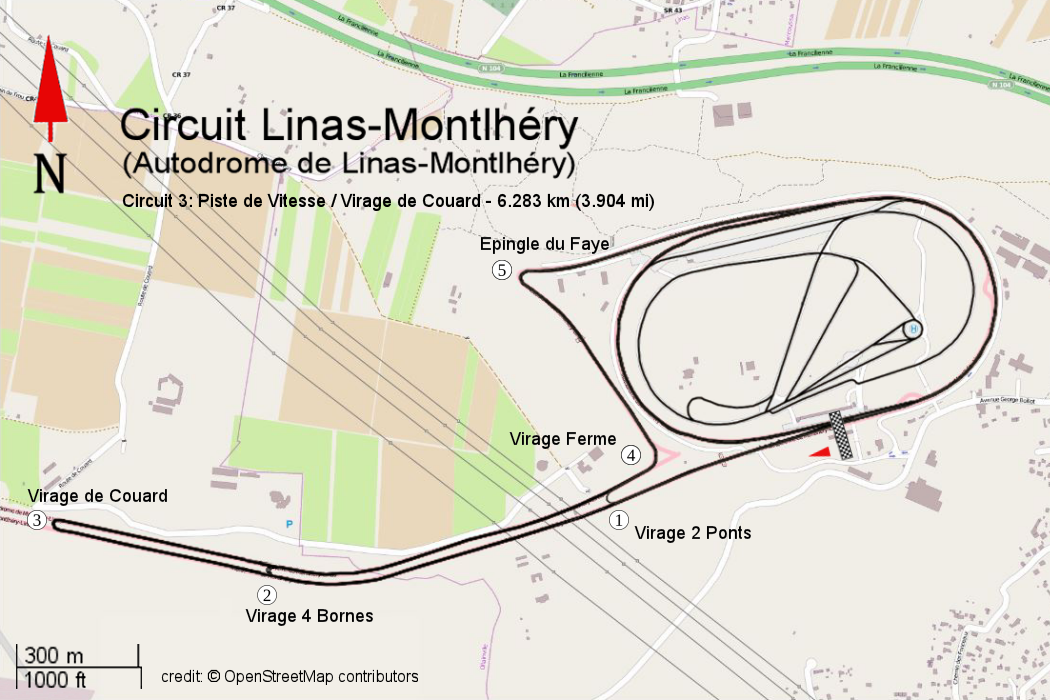
Circuit 3 - 6,283 km
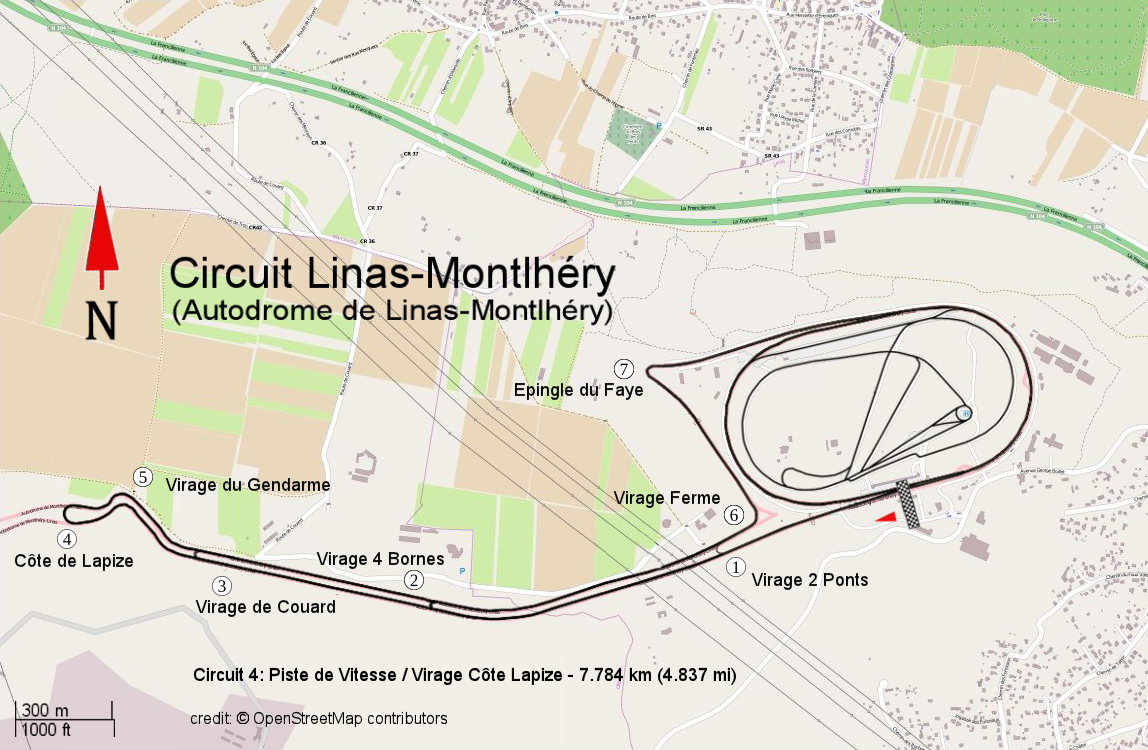
Circuit 4 - 7,784 km
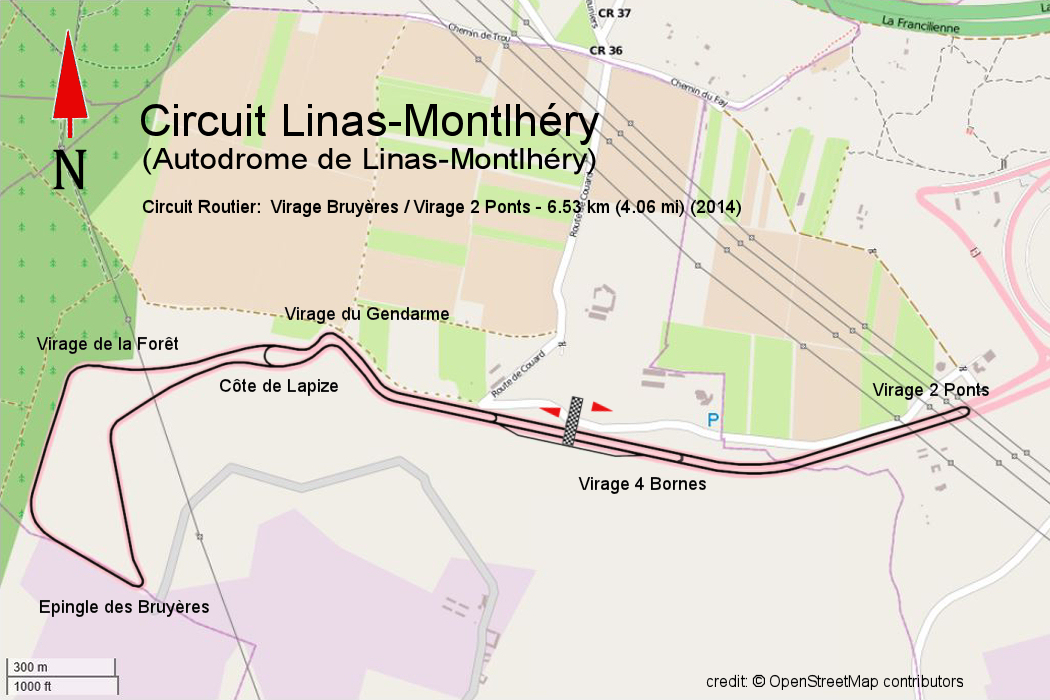
Circuit Routier - 6,530 km
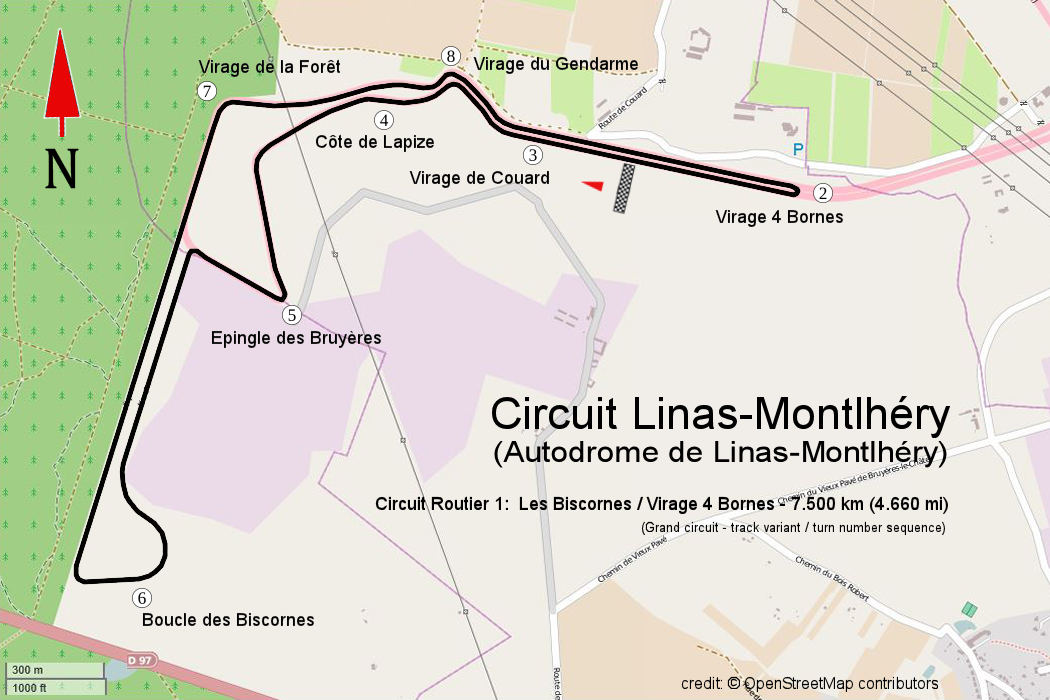
Circuit Routier 1 - 7,500 km
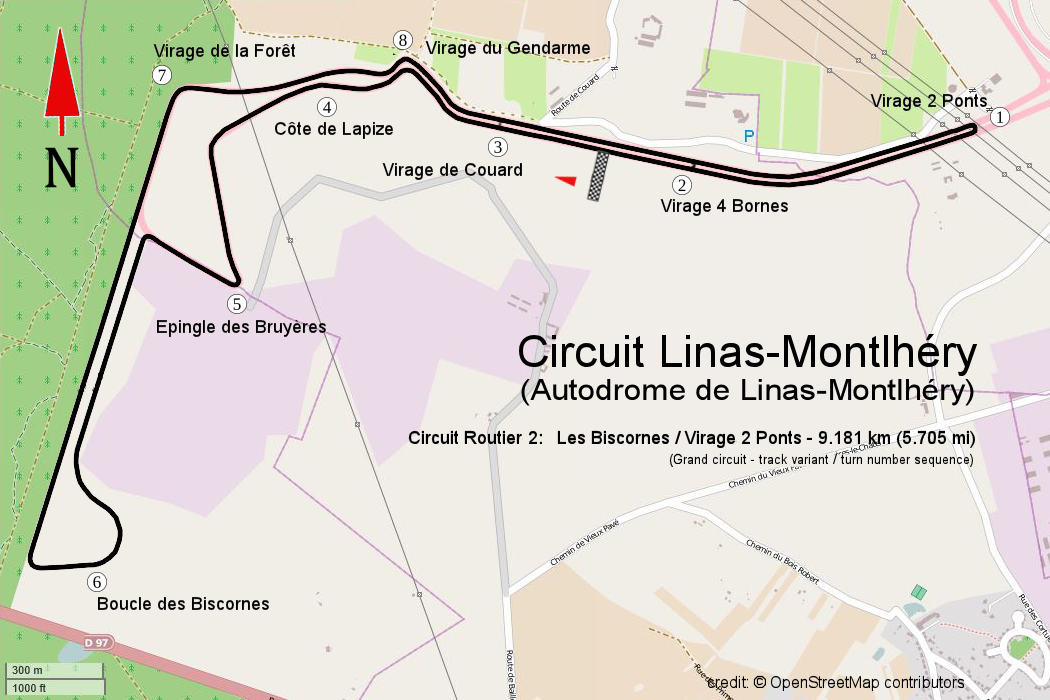
Circuit Routier 2 - 9,181 km